# Liste des monuments historiques de Malines/Partie 5
Cette page regroupe une partie des monuments classés de la ville belge de Malines.
| Objet                                                   | Statut du classement? | Année de construction/architecte | Section communale | Adresse                   | Coordonnées                      | Numéro d'inventaire | Illustration                                            |
| ------------------------------------------------------- | --------------------- | -------------------------------- | ----------------- | ------------------------- | -------------------------------- | ------------------- | ------------------------------------------------------- |
| (nl) Dubbelhuis                                         |                       |                                  | Mechelen          | Zakstraat                 | 51° 01′ 40″ nord, 4° 28′ 57″ est | 74697               | Téléverser                                              |
| (nl) Lijstgevel                                         |                       |                                  | Mechelen          | Zakstraat 16              | 51° 01′ 39″ nord, 4° 28′ 58″ est | 74701               | Téléverser                                              |
| (nl) Hof van Palermo                                    | Oui                   |                                  | Mechelen          | Zakstraat                 | 51° 01′ 40″ nord, 4° 28′ 59″ est | 74703               | Téléverser                                              |
| (nl) Breedhuis                                          |                       |                                  | Mechelen          | Zakstraat                 | 51° 01′ 40″ nord, 4° 29′ 01″ est | 74704               | Téléverser                                              |
| (nl) Breedhuis                                          |                       |                                  | Mechelen          | Zakstraat 31              | 51° 01′ 40″ nord, 4° 29′ 01″ est | 74705               | Téléverser                                              |
| (nl) Dubbelhuis                                         |                       |                                  | Mechelen          | Zelestraat 49             | 51° 01′ 59″ nord, 4° 28′ 41″ est | 74709               | Téléverser                                              |
| (nl) Driegezinswoning                                   |                       |                                  | Mechelen          | Zelestraat 77             | 51° 01′ 58″ nord, 4° 28′ 37″ est | 74710               | Téléverser                                              |
| (nl) Gekoppelde enkelhuizen                             |                       |                                  | Mechelen          | Zelestraat 85             | 51° 01′ 59″ nord, 4° 28′ 36″ est | 74711               | Téléverser                                              |
| (nl) Gekoppelde enkelhuizen                             |                       |                                  | Mechelen          | Zelestraat 87             | 51° 01′ 59″ nord, 4° 28′ 36″ est | 74711               | Téléverser                                              |
| (nl) Eenheidsbebouwing                                  |                       |                                  | Mechelen          | Ziekeliedenstraat 1       | 51° 01′ 27″ nord, 4° 28′ 38″ est | 74713               | Téléverser                                              |
| (nl) Eenheidsbebouwing                                  |                       |                                  | Mechelen          | Ziekeliedenstraat 11      | 51° 01′ 27″ nord, 4° 28′ 38″ est | 74713               | Téléverser                                              |
| (nl) Eenheidsbebouwing                                  |                       |                                  | Mechelen          | Ziekeliedenstraat 13      | 51° 01′ 27″ nord, 4° 28′ 38″ est | 74713               | Téléverser                                              |
| (nl) Eenheidsbebouwing                                  |                       |                                  | Mechelen          | Ziekeliedenstraat 15      | 51° 01′ 27″ nord, 4° 28′ 38″ est | 74713               | Téléverser                                              |
| (nl) Eenheidsbebouwing                                  |                       |                                  | Mechelen          | Ziekeliedenstraat 17      | 51° 01′ 27″ nord, 4° 28′ 38″ est | 74713               | Téléverser                                              |
| (nl) Eenheidsbebouwing                                  |                       |                                  | Mechelen          | Ziekeliedenstraat 3       | 51° 01′ 27″ nord, 4° 28′ 38″ est | 74713               | Téléverser                                              |
| (nl) Eenheidsbebouwing                                  |                       |                                  | Mechelen          | Ziekeliedenstraat 5       | 51° 01′ 27″ nord, 4° 28′ 38″ est | 74713               | Téléverser                                              |
| (nl) Eenheidsbebouwing                                  |                       |                                  | Mechelen          | Ziekeliedenstraat 7       | 51° 01′ 27″ nord, 4° 28′ 38″ est | 74713               | Téléverser                                              |
| (nl) Eenheidsbebouwing                                  |                       |                                  | Mechelen          | Ziekeliedenstraat 9       | 51° 01′ 27″ nord, 4° 28′ 38″ est | 74713               | Téléverser                                              |
| (nl) Diephuis, eertijds Drij Koningen                   | Oui                   |                                  | Mechelen          | Zoutwerf 3                | 51° 01′ 31″ nord, 4° 28′ 40″ est | 74714               | (nl) Diephuis, eertijds Drij Koningen                   |
| (nl) In den grooten zalm                                | Oui                   |                                  | Mechelen          | Zoutwerf 5                | 51° 01′ 31″ nord, 4° 28′ 40″ est | 74715               | (nl) In den grooten zalm                                |
| (nl) Innehuysken                                        | Oui                   |                                  | Mechelen          | Zoutwerf 5                | 51° 01′ 31″ nord, 4° 28′ 40″ est | 74716               | (nl) Innehuysken                                        |
| (nl) Waag en Steur, twee driekwarthuizen                | Oui                   |                                  | Mechelen          | Zoutwerf 7                | 51° 01′ 30″ nord, 4° 28′ 40″ est | 74717               | Téléverser                                              |
| (nl) Waag en Steur, twee driekwarthuizen                | Oui                   |                                  | Mechelen          | Zoutwerf 8                | 51° 01′ 30″ nord, 4° 28′ 40″ est | 74717               | Téléverser                                              |
| (nl) Enkelhuis                                          | Oui                   |                                  | Mechelen          | Zoutwerf 9                | 51° 01′ 31″ nord, 4° 28′ 41″ est | 74718               | (nl) Enkelhuis                                          |
| (nl) Diephuis, eertijds logementshuis In de stad Tienen | Oui                   |                                  | Mechelen          | Zoutwerf 10               | 51° 01′ 31″ nord, 4° 28′ 42″ est | 74719               | (nl) Diephuis, eertijds logementshuis In de stad Tienen |
| (nl) Rij gekoppelde breedhuizen                         |                       |                                  | Mechelen          | Zwartzustersvest 41       | 51° 01′ 51″ nord, 4° 29′ 12″ est | 74722               | Téléverser                                              |
| (nl) Rij gekoppelde breedhuizen                         |                       |                                  | Mechelen          | Zwartzustersvest 42       | 51° 01′ 51″ nord, 4° 29′ 12″ est | 74722               | Téléverser                                              |
| (nl) Rij gekoppelde breedhuizen                         |                       |                                  | Mechelen          | Zwartzustersvest 43       | 51° 01′ 51″ nord, 4° 29′ 12″ est | 74722               | Téléverser                                              |
| (nl) Rij gekoppelde breedhuizen                         |                       |                                  | Mechelen          | Zwartzustersvest 44       | 51° 01′ 51″ nord, 4° 29′ 12″ est | 74722               | Téléverser                                              |
| (nl) Rij gekoppelde breedhuizen                         |                       |                                  | Mechelen          | Zwartzustersvest 45       | 51° 01′ 51″ nord, 4° 29′ 12″ est | 74722               | Téléverser                                              |
| (nl) Rij gekoppelde breedhuizen                         |                       |                                  | Mechelen          | Zwartzustersvest 46       | 51° 01′ 51″ nord, 4° 29′ 12″ est | 74722               | Téléverser                                              |
| (nl) Neoclassicistisch enkelhuis                        |                       |                                  | Mechelen          | Zwartzustersvest 47       | 51° 01′ 46″ nord, 4° 29′ 16″ est | 74723               | Téléverser                                              |
| (nl) Enkelhuis                                          |                       |                                  | Mechelen          | Sint-Katelijnestraat 95   | 51° 01′ 55″ nord, 4° 28′ 31″ est | 74724               | Téléverser                                              |
| (nl) Breedhuis                                          |                       |                                  | Mechelen          | Zelestraat 91             | 51° 01′ 58″ nord, 4° 28′ 36″ est | 74725               | Téléverser                                              |
| (nl) Arbeidershuizen                                    |                       |                                  | Mechelen          | Ziekeliedenstraat 28      | 51° 01′ 26″ nord, 4° 28′ 36″ est | 74730               | Téléverser                                              |
| (nl) Arbeidershuizen                                    |                       |                                  | Mechelen          | Ziekeliedenstraat 30      | 51° 01′ 26″ nord, 4° 28′ 36″ est | 74730               | Téléverser                                              |
| (nl) Arbeidershuizen                                    |                       |                                  | Mechelen          | Ziekeliedenstraat 32      | 51° 01′ 26″ nord, 4° 28′ 36″ est | 74730               | Téléverser                                              |
| (nl) Arbeidershuizen                                    |                       |                                  | Mechelen          | Ziekeliedenstraat 34      | 51° 01′ 26″ nord, 4° 28′ 36″ est | 74730               | Téléverser                                              |
| (nl) Arbeidershuizen                                    |                       |                                  | Mechelen          | Ziekeliedenstraat 36      | 51° 01′ 26″ nord, 4° 28′ 36″ est | 74730               | Téléverser                                              |
| (nl) Arbeidershuizen                                    |                       |                                  | Mechelen          | Ziekeliedenstraat 38      | 51° 01′ 26″ nord, 4° 28′ 36″ est | 74730               | Téléverser                                              |
| (nl) Arbeidershuizen                                    |                       |                                  | Mechelen          | Ziekeliedenstraat 40      | 51° 01′ 26″ nord, 4° 28′ 36″ est | 74730               | Téléverser                                              |
| (nl) Arbeidershuizen                                    |                       |                                  | Mechelen          | Ziekeliedenstraat 42      | 51° 01′ 26″ nord, 4° 28′ 36″ est | 74730               | Téléverser                                              |
| (nl) Afsluitingsmuur, achterbouwtjes en tuintjes        | Oui                   |                                  | Mechelen          | Hoviusstraat 1            | 51° 01′ 51″ nord, 4° 28′ 26″ est | 75904               | Téléverser                                              |
| (nl) Afsluitingsmuur, achterbouwtjes en tuintjes        | Oui                   |                                  | Mechelen          | Hoviusstraat 3            | 51° 01′ 51″ nord, 4° 28′ 26″ est | 75904               | Téléverser                                              |
| (nl) Afsluitingsmuur, achterbouwtjes en tuintjes        | Oui                   |                                  | Mechelen          | Hoviusstraat 5            | 51° 01′ 51″ nord, 4° 28′ 26″ est | 75904               | Téléverser                                              |
| (nl) Afsluitingsmuur, achterbouwtjes en tuintjes        | Oui                   |                                  | Mechelen          | Hoviusstraat 7            | 51° 01′ 51″ nord, 4° 28′ 26″ est | 75904               | Téléverser                                              |
| (nl) Afsluitingsmuur, achterbouwtjes en tuintjes        | Oui                   |                                  | Mechelen          | Hoviusstraat 9            | 51° 01′ 51″ nord, 4° 28′ 26″ est | 75904               | Téléverser                                              |
| (nl) Breedhuis, 'Dansynsconvent'                        | Oui                   |                                  | Mechelen          | Hoviusstraat 1            | 51° 01′ 50″ nord, 4° 28′ 27″ est | 75905               | Téléverser                                              |
| (nl) Muurkapelletje met Mariabeeld                      |                       |                                  | Mechelen          | Adegemstraat 96           | 51° 01′ 36″ nord, 4° 28′ 23″ est | 83551               | Téléverser                                              |
| (nl) Rondboogpoort                                      | Oui                   |                                  | Mechelen          | Krankenstraat 11          | 51° 01′ 53″ nord, 4° 28′ 24″ est | 83552               | Téléverser                                              |
| (nl) Gekoppelde bakstenen enkelhuizen                   |                       |                                  | Mechelen          | Hazestraat 5              | 51° 01′ 29″ nord, 4° 28′ 57″ est | 83553               | Téléverser                                              |
| (nl) Gekoppelde bakstenen enkelhuizen                   |                       |                                  | Mechelen          | Hazestraat 7              | 51° 01′ 29″ nord, 4° 28′ 57″ est | 83553               | Téléverser                                              |
| (nl) Statig dubbelhuis in Lodewijk XV-stijl             | Oui                   |                                  | Mechelen          | Hazestraat 10             | 51° 01′ 28″ nord, 4° 28′ 57″ est | 83554               | Téléverser                                              |
| (nl) Breedhuis, dubbelhuistype                          |                       |                                  | Mechelen          | Hazestraat 12             | 51° 01′ 28″ nord, 4° 28′ 58″ est | 83555               | Téléverser                                              |
| (nl) Enkelhuis                                          |                       |                                  | Mechelen          | Hazestraat 13             | 51° 01′ 29″ nord, 4° 28′ 58″ est | 83556               | Téléverser                                              |
| (nl) Diephuis, eertijds Den Gulden Hamer                |                       |                                  | Mechelen          | Sint-Katelijnestraat 77   | 51° 01′ 53″ nord, 4° 28′ 31″ est | 83557               | Téléverser                                              |
| (nl) Diephuis, eertijds Zeven Ster                      |                       |                                  | Mechelen          | Sint-Katelijnestraat 81   | 51° 01′ 53″ nord, 4° 28′ 31″ est | 83559               | Téléverser                                              |
| (nl) Zwarten Pot                                        |                       |                                  | Mechelen          | Sint-Katelijnestraat 85   | 51° 01′ 54″ nord, 4° 28′ 31″ est | 83561               | Téléverser                                              |
| (nl) Eclectisch landhuis                                |                       |                                  | Mechelen          | Borgersteinlei 49         | 51° 02′ 13″ nord, 4° 30′ 37″ est | 88666               | Téléverser                                              |
| (nl) Huizen                                             |                       |                                  | Mechelen          | Coxiestraat 11            | 51° 01′ 11″ nord, 4° 29′ 02″ est | 88680               | Téléverser                                              |
| (nl) Huizen                                             |                       |                                  | Mechelen          | Coxiestraat 17            | 51° 01′ 11″ nord, 4° 29′ 02″ est | 88680               | Téléverser                                              |
| (nl) Symmetrische hoekgebouwen                          | Oui                   |                                  | Mechelen          | Kardinaal Mercierplein 1  | 51° 01′ 18″ nord, 4° 28′ 58″ est | 88681               | Téléverser                                              |
| (nl) Symmetrische hoekgebouwen                          | Oui                   |                                  | Mechelen          | Graaf van Egmontstraat 22 | 51° 01′ 17″ nord, 4° 28′ 55″ est | 88682               | Téléverser                                              |
| (nl) Symmetrische pleinwanden                           | Oui                   |                                  | Mechelen          | Hendrik Speecqvest 7      | 51° 01′ 17″ nord, 4° 29′ 02″ est | 88683               | Téléverser                                              |
| (nl) Symmetrische pleinwanden                           | Oui                   |                                  | Mechelen          | Kardinaal Mercierplein 4  | 51° 01′ 16″ nord, 4° 28′ 55″ est | 88684               | Téléverser                                              |
| (nl) Symmetrische pleinwanden                           | Oui                   |                                  | Mechelen          | Kardinaal Mercierplein 6  | 51° 01′ 16″ nord, 4° 28′ 55″ est | 88684               | Téléverser                                              |
| (nl) Symmetrische pleinwanden                           | Oui                   |                                  | Mechelen          | Lange Nieuwstraat 1       | 51° 01′ 16″ nord, 4° 28′ 55″ est | 88685               | Téléverser                                              |
| (nl) Symmetrische pleinwanden                           | Oui                   |                                  | Mechelen          | Schuttersvest 75          | 51° 01′ 15″ nord, 4° 28′ 55″ est | 88686               | Téléverser                                              |
| (nl) Breedhuizen                                        |                       |                                  | Mechelen          | Colomastraat 2            | 51° 01′ 12″ nord, 4° 28′ 53″ est | 88687               | Téléverser                                              |
| (nl) Breedhuizen                                        | Oui                   |                                  | Mechelen          | Schuttersvest 92          | 51° 01′ 13″ nord, 4° 28′ 52″ est | 88688               | Téléverser                                              |
| (nl) Breedhuizen                                        | Oui                   |                                  | Mechelen          | Schuttersvest 94          | 51° 01′ 13″ nord, 4° 28′ 52″ est | 88688               | Téléverser                                              |
| (nl) Breedhuizen                                        | Oui                   |                                  | Mechelen          | Arsenaalstraat 2          | 51° 01′ 13″ nord, 4° 28′ 59″ est | 88689               | Téléverser                                              |
| (nl) Breedhuizen                                        |                       |                                  | Mechelen          | Coxiestraat 1             | 51° 01′ 13″ nord, 4° 28′ 59″ est | 88690               | Téléverser                                              |
| (nl) Villa Ilonka                                       |                       |                                  | Mechelen          | Auwegemvaart 146          | 51° 01′ 56″ nord, 4° 27′ 25″ est | 88691               | Téléverser                                              |
| (nl) Bassischool                                        |                       |                                  | Mechelen          | Ieperleestraat 19         | 51° 02′ 18″ nord, 4° 28′ 42″ est | 88692               | Téléverser                                              |
| (nl) Keerdok                                            | Oui                   |                                  | Mechelen          | Auwegemvaart              | 51° 02′ 19″ nord, 4° 26′ 46″ est | 88693               | Téléverser                                              |
| (nl) Watertoren                                         |                       |                                  | Mechelen          | Kruisbaan                 | 51° 00′ 40″ nord, 4° 27′ 47″ est | 88694               | Téléverser                                              |
| (nl) Woonstalhuis                                       |                       |                                  | Mechelen          | Oude Antwerpsebaan 229    | 51° 02′ 41″ nord, 4° 27′ 38″ est | 88695               | Téléverser                                              |
| (nl) Woonstalhuis                                       |                       |                                  | Mechelen          | Oude Antwerpsebaan 231    | 51° 02′ 41″ nord, 4° 27′ 38″ est | 88695               | Téléverser                                              |
| (nl) Woonstalhuis                                       |                       |                                  | Mechelen          | Oude Antwerpsebaan 233    | 51° 02′ 41″ nord, 4° 27′ 38″ est | 88695               | Téléverser                                              |